# Efter endnu en dag
Efter endnu en dag är ett musikalbum från 1976 av den danska gruppen Gasolin'. Skivan innehåller bland annat den danska hitlåten "Sirenesangen", samt en annan av gruppens mest kända låtar, "This Is My Life".

## Låtlista
1. "Pilli Villi" - 3:24
2. "Mamma CuCu" - 2:55
3. "Bella Donna" - 2:45
4. "Kloden drejer stille rundt" - 4:04
5. "De gule enker" - 1:43
6. "Sirenesangen" - 4:35
7. "Twilight Birds" - 2:54
8. "Tantes foto" - 2:26
9. "De fem årstider" - 3:11
10. "Pas på svinget i Solrød" - 2:38
11. "Stenalderjazz" - 2:57
12. "This Is My Life" - 3:38

## Medverkande
- Sören Berlev – trummor
- Franz Beckerlee – gitarr
- Wili Jönsson – bas
- Kim Larsen – sång

## Listplaceringar
| Lista (1976-1977) | Position        |
| ----------------- | --------------- |
| Danmark           | 1 (DR "Top 20") |
| Norge             | 19 (VG-lista)   |
| Sverige           | 32 (Topplistan) |